# Großdietmanns
Großdietmanns ist eine Marktgemeinde mit 2181 Einwohnern (Stand 1. Jänner 2024) im Bezirk Gmünd in Niederösterreich.

## Geografie
Großdietmanns liegt im Tal der Lainsitz im Waldviertel in Niederösterreich. Die Lainsitz fließt in rund 500 Meter über dem Meer, nach Norden und Süden steigt das Gemeindegebiet zu bewaldeten Höhen von 600 Meter an. Der höchste Punkt ist der Lagerberg mit 685 Meter im Nordwesten an der tschechischen Grenze. Die Fläche der Marktgemeinde umfasst vierzig Quadratkilometer, fast zwei Drittel werden landwirtschaftlich genutzt, 26 Prozent der Fläche sind bewaldet.

### Gemeindegliederung
Das Gemeindegebiet umfasst folgende acht Ortschaften (in Klammern Einwohnerzahl Stand 1. Jänner 2024):
- Dietmanns (682)
- Ehrendorf (425)
- Eichberg (289) samt Schöberleiten
- Höhenberg (123)
- Hörmanns bei Weitra (205)
- Reinpolz (47)
- Unterlembach (167)
- Wielands (243)

Die Gemeinde besteht aus den Katastralgemeinden Dietmanns, Ehrendorf, Eichberg, Höhenberg, Hörmanns, Reinpolz, Unterlembach und Wielands.
Großdietmanns ist eine Mitgliedsgemeinde der Kleinregion Waldviertler StadtLand.

### Nachbargemeinden
| Nové Hrady (CZ)     | České Velenice (CZ)                         | Gmünd       |
| Unserfrau-Altweitra | Kompassrose, die auf Nachbargemeinden zeigt | Waldenstein |
|                     | Weitra                                      |             |

## Geschichte
Das kleine Schloss Ehrendorf wird 1427 urkundlich erwähnt. Die Familie Arndorfer erbaute es vermutlich um 1400. In den Jahren 1461 bis 1623 war es im Besitz der Familie Rächwein. Im Jahr 1619 wurde es im Dreißigjährigen Krieg durch kaiserliche Truppen zerstört, aber bald wieder aufgebaut. Nach einer Reihe von Besitzerwechsel kam es 1683 an Graf Adam Anton Grundemann. Dieser schloss es seinem Besitz Schloss Engelstein an. Trotz weiterer Besitzerwechsel blieb es bis 1913 mit Engelstein verbunden, dann verkaufte die verwitwete Baronin Helene von Geusau das Schloss an Privatleute. Das Schloss ist heute in Privatbesitz.
Die Kirche in Dietmanns stammt aus dem Ende des 15. Jahrhunderts. Sie ist dem hl. Georg geweiht und wurde 1783 zur Pfarrkirche erhoben.
Die dem hl. Jakobus dem Älteren geweihte Kirche in Höhenberg wurde im 13. Jahrhundert errichtet. Bereits 1280 wird es als Vikariat erwähnt und seit 1332 ist es eine Pfarrkirche. Um 1500 erfolgte eine Erweiterung durch den Anbau des Presbyteriums, 1575 wurde das schlichte Langhaus mit Strebepfeilern und einem Tonnengewölbe versehen. Nach Beschädigungen durch einen Brand um 1800 wird der Turm 1845 erneuert und erhöht.
Die Gemeinde Großdietmanns entstand im Zuge der NÖ. Kommunalstrukturverbesserung zum Jahresbeginn 1967 durch Zusammenschluss der Gemeinden Dietmanns, Eichberg, Hörmanns bei Weitra und Wielands. Hinzu kamen Anfang 1971 die Gemeinden Höhenberg und Unterlembach.

### Einwohnerentwicklung
Nach dem Ergebnis der Volkszählung 2001 gab es 2183 Einwohner. 1991 hatte die Marktgemeinde 2166 Einwohner, 1981 2214 und im Jahr 1971 2281 Einwohner.

## Kultur und Sehenswürdigkeiten
- Schloss Ehrendorf

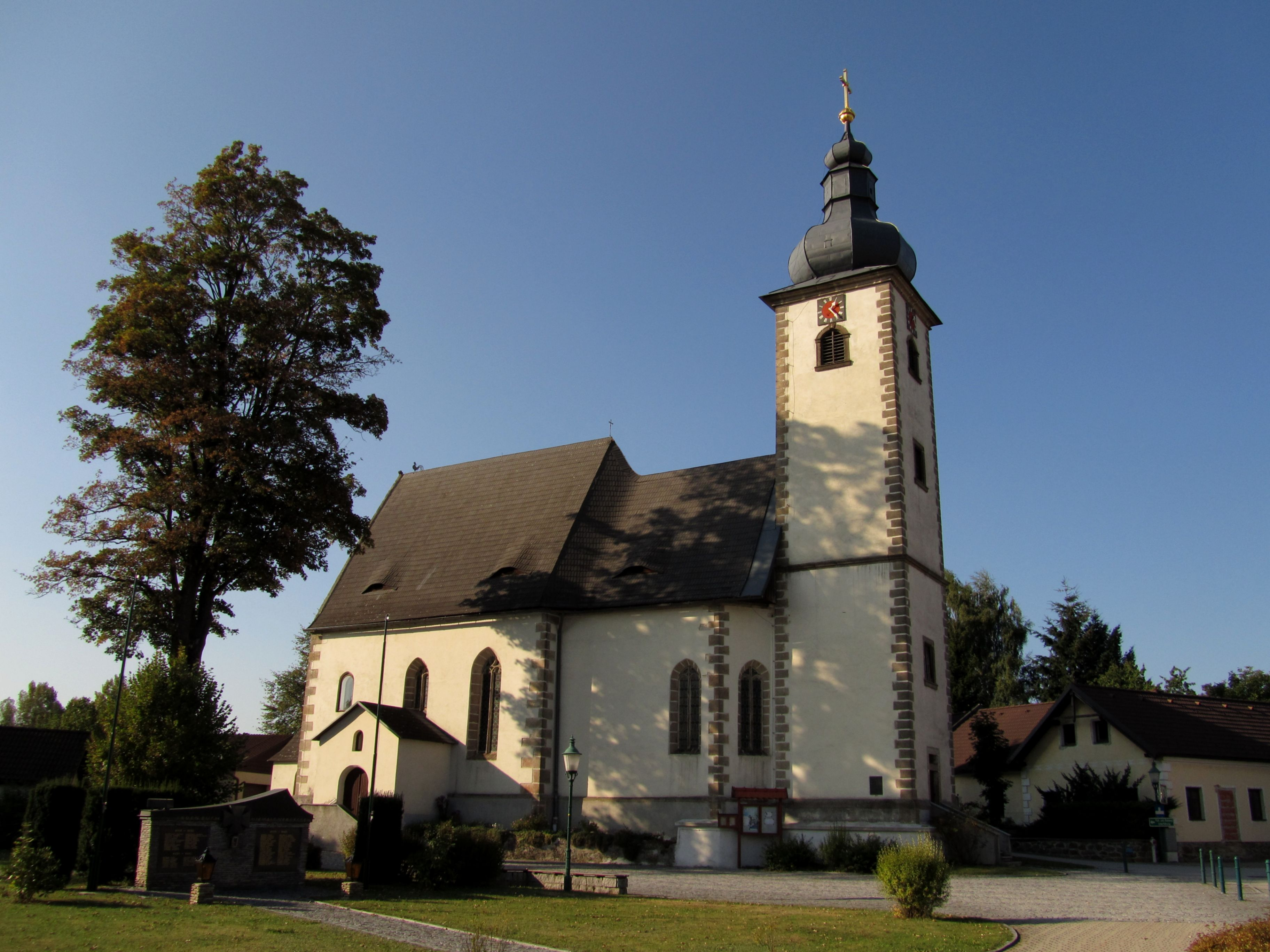
Pfarrkirche Dietmanns in Großdietmanns

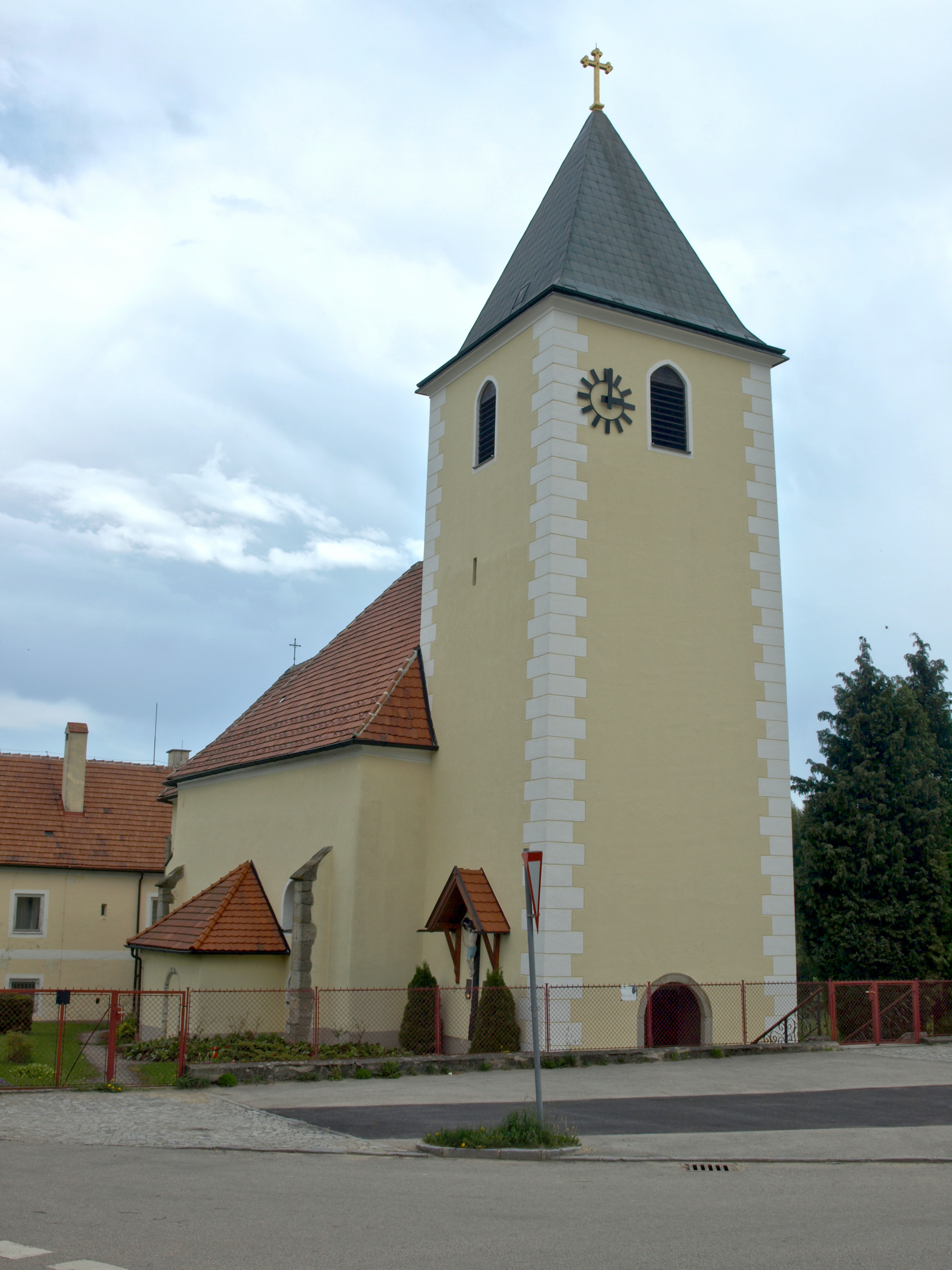
Pfarrkirche Höhenberg

- Katholische Pfarrkirche Dietmanns in Großdietmanns Hll. Vierzehn Nothelfer. Sie ist ein spätgotischer Bau mit einem romanischen Kern. An das dreijochige Langhaus schließt ein eingezogener zweijochiger Chor an.[4]
- Katholische Pfarrkirche Höhenberg hl. Jakobus der Ältere: Die Kirche wurde im 13. Jahrhundert errichtet. Sie ist im Kern romanisch, ihr Chor ist gotisch und ihr Turm steht im Westen.[5]
- Die Ortskapellen von Ehrendorf, Eichberg und Hörmanns stammen aus dem 18. Jahrhundert, die Ortskapellen von Reinpolz, Unterlembach und Wielands aus dem 19. Jahrhundert.

## Wirtschaft und Infrastruktur

### Wirtschaftssektoren
Großdietmanns ist eine landwirtschaftlich geprägte Gemeinde. Von den 147 landwirtschaftlichen Betrieben des Jahres 2010 wurden 59 von Haupterwerbsbauern bewirtschaftet. Im schwach ausgebildeten Produktionssektor arbeiteten zehn der 23 Erwerbstätigen in der Bauwirtschaft. Die wichtigsten Arbeitgeber des Dienstleistungssektors waren die Bereiche Verkehr (38), soziale und öffentliche Dienste (38) und der Handel (20 Mitarbeiter).
| Wirtschaftssektor            | Anzahl Betriebe | Anzahl Betriebe | Erwerbstätige | Erwerbstätige |
| Wirtschaftssektor            | 2011            | 2001            | 2011          | 2001          |
| ---------------------------- | --------------- | --------------- | ------------- | ------------- |
| Land- und Forstwirtschaft 1) | 147             | 176             | 114           | 115           |
| Produktion                   | 12              | 6               | 23            | 18            |
| Dienstleistung               | 59              | 31              | 125           | 99            |

1) Betriebe mit Fläche in den Jahren 2010 und 1999

### Arbeitsmarkt, Pendeln
Im Jahr 2011 lebten 1142 Erwerbstätige in Großdietmanns. Davon arbeiteten 198 in der Gemeinde, mehr als achtzig Prozent pendelten aus.

### Verkehr
- Eisenbahn: Der nächste Bahnhof ist Gmünd, fünf Kilometer nordöstlich von Dietmanns.[12]

## Politik

### Gemeinderat
Der Gemeinderat hat 21 Mitglieder.
- Nach den Gemeinderatswahlen in Niederösterreich 1990 hatte der Gemeinderat folgende Verteilung: 14 ÖVP und 7 SPÖ.
- Nach den Gemeinderatswahlen in Niederösterreich 1995 hatte der Gemeinderat folgende Verteilung: 12 ÖVP, 7 SPÖ und 2 FPÖ.[13]
- Nach den Gemeinderatswahlen in Niederösterreich 2000 hatte der Gemeinderat folgende Verteilung: 12 ÖVP, 8 SPÖ und 1 FPÖ.[14]
- Nach den Gemeinderatswahlen in Niederösterreich 2005 hatte der Gemeinderat folgende Verteilung: 12 ÖVP und 9 SPÖ.[15]
- Nach den Gemeinderatswahlen in Niederösterreich 2010 hatte der Gemeinderat folgende Verteilung: 16 ÖVP und 5 SPÖ.[16]
- Nach den Gemeinderatswahlen in Niederösterreich 2015 hatte der Gemeinderat folgende Verteilung: 16 ÖVP und 5 SPÖ.[17]
- Nach den Gemeinderatswahlen in Niederösterreich 2020 hatte der Gemeinderat folgende Verteilung: 17 ÖVP und 4 SPÖ.[18]
- Nach den Gemeinderatswahlen in Niederösterreich 2025 hat der Gemeinderat folgende Verteilung: 14 ÖVP, 4 FPÖ und 3 SPÖ.[19]

### Bürgermeister
- 2003–2018 Johann Weissenbök (ÖVP)
- seit 2018 Erhart Weißenböck (ÖVP)[20]

### Wappen
Blasonierung: „Unter silbernem Schildhaupt im Gegentannenschnitt in Grün über silbernem Dreiberg, darin ein roter Ring, ein silberner Wellenbalken.“

## Persönlichkeiten

### Ehrenbürger
- 2019: Johann Weissenbök, Bürgermeister von Großdietmanns 2003–2018[21]

### Söhne und Töchter der Gemeinde
- Sepp Hobiger (1920–1975), Landwirt und Politiker (ÖVP)